# 柴田道子
柴田 道子（しばた みちこ、本姓・横田、1934年3月30日 - 1975年8月14日）は、日本の児童文学作家、社会運動家。被差別部落問題や狭山事件の被告支援活動にも取り組んだ。
夫は弁護士で狭山弁護団の一員だった横田雄一。

## 来歴
東京市大森区（現・東京都大田区）生まれ。大森区立馬込第三国民学校（各地を転々と疎開）、東京都立雪谷高等学校併設中学校、同高校を卒業。高校在学中、クラスメイトと同人誌『たわごと』を創刊。在校中、自由研究の詩を同校教諭が編集する文芸誌『六華』に発表したほか、太宰治についての購読感想文で学内のコンクールに一等入選している。一方で、持病であった喘息の悪化による出席日数不足のため、1年留年している。
共立女子大学文芸学科卒業。大学在学中にセツルメント運動に参加。1954年、乙骨淑子、奥田継夫、山下明生、掛川恭子等と共に同人誌『こだま』を創刊。少年・少女を読者とする社会小説の領域に挑んだ。1959年、学童疎開を描いた『谷間の底から』で作家デビュー。1964年、夫の転勤に伴い長野県長野市へ転居。地元の被差別部落出身の高校生による「年輪グループ」と出会ったことで部落解放運動に関わり、『被差別部落の伝承と生活』を刊行。1975年には再度の転勤により埼玉県に転居し、狭山事件の被告支援のための調査活動に奔走した。
1975年、喘息発作のため救急車で病院へ搬送される途中の車内にて絶命した。享年41。
没後の1977年、長野県同和教育推進委員会により「柴田道子部落解放文学賞」が創設された。

## 著書
- 『谷間の底から』（鈴木義治絵、東都書房） 1959.9、のち岩波少年文庫（解説:鶴見俊輔）
- 『消えたレーダー塔』（東京創元社） 1961
- 『ももいろの童話集』（東京創元社） 1961
- 「少年・少女の英雄像・理想像の特質」（いぬいとみこ共作、岩波書店、『岩波講座・現代教育学（15）』） 1961
- 『日本丸漂流する』（池田仙三郎絵、東都書房） 1963.9
- 『平塚らいてぅ・この人たちは愛に生きた』（三一書房） 1969.4
- 「差別を生きて 信州、未開放部落古老ききがき」（学芸書林、『ドキュメント日本人7 無告の民』） 1969
- 『仙人になったカン先生』（梶山俊夫挿絵、国土社） 1971.9
- 『被差別部落の伝承と生活』（三一書房） 1972
- 『日本のお母さんたち』（編著、ペリカン社） 1972.8
- 「子どもにとっての母の存在」（筑摩書房、『講座おんな4 おんなと母のあいだ』） 1973.3
- 『鬼女紅葉』（丸木俊挿絵、国土社） 1974.6
- 『皇国少女が求めた自己教育の場』（明治図書、体験的教育論） 1974.11
- 『ひとすじの光』（朝日新聞社） 1976.12

### 寄稿
『思想の科学』『年輪』『非暴力ニュース』『朝日ジャーナル』『言語生活』『月刊百科』『全逓時評』『考える高校生』『開放教育』『婦人公論』『現代教育科学』『歴史と旅』『新日本文学』『母の友』などの季刊・月刊誌・同人誌へ多数寄稿している。

## 書評
- 『谷間の底から』
- 『ひとすじの光』